# Behaviorism
Behaviorismul (din engl. behaviorism, behaviour = comportament; fr. béhaviorisme) este o abordare metodologică în psihologie, care consideră drept obiect exclusiv al psihologiei comportamentul exterior, fără a se recurge la mecanismele cerebrale ale conștiinței sau la procesele mentale interne. În limba română se folosește uneori și  comportamentism.

## Istoric

### Precursori
Psihologia fusese definită de William James ca "știință a vieții mentale". Dar la începutul anilor 1900, un număr din ce în ce mai mare de psihologi au criticat abordarea studiului proceselor mentale conștiente și inconștiente de până atunci. Aceste critici făceau referire la fidelitatea și utilitatea metodei introspecției, în care subiectul era rugat să descrie propriile sale procese mentale pe parcursul mai multor sarcini. O altă țintă o reprezenta teoria lui Freud despre motivele inconștiente. În încercarea unui demers metodologic mult mai științific și mai riguros, s-a trecut gradat de la cercetarea proceselor mentale invizibile, la studiul comportamentelor ce puteau fi observate direct. Această abordare, cunoscută sub denumirea de behaviorism, a revoluționat știința psihologiei și a rămas curentul dominant pentru următorii 50 de ani.
La începutul secolului XX o serie de psihologi, nemulțumiți de lipsa caracterului practic și evolutiv al științei psihologice europene, au inițiat în America reacții critice la adresa psihologiei tradiționale. Primele critici au venit din partea filozofilor, în special James și Dewey, care susțineau că nu este adevărat ceea ce corespunde realității, căci gândirea nu reflectă realitatea, ci doar elaborează reguli sau instrumente care facilitează acțiunea practică a individului, ceea ce făcea inutilă preocuparea pentru subiectivitatea umană. Al doilea atac al introspecționismului a venit din partea zoopsihologilor, care explicau comportamentul prin ideea că organismul este o mașină chimică pusă în mișcare de forțe externe, extinzând teoria tropismelor de la plante la animale (Jaques Loeb: 1859-1924). Zoopsihologii recomandă metode obiective pentru studierea comportamentului, ca: tehnica labirinturilor, tehnica reflexelor condiționate, etc. Al treilea atac al introspecționismului a venit din partea psihologiei generale, prin cercetătorul american James și danezul Lange, care au concluzionat că emoțiile nu au o sursă în centrii nervoși superiori, ci în periferia organismului, adică în modificările ce au loc în organism.
Edward Lee Thorndike
Printre primii fondatori ai behaviorismului s-a aflat și psihologul american Edward Lee Thorndike. În 1898 Thorndike a realizat o serie de experimente ce vizau modul de învățare al animalelor. Într-unul din studii, acesta a pus o pisică într-o cușcă, iar în afara cuștii, o bucata de hrană. Apoi a măsurat timpul în care animalul învață și reușește să deschidă ușa cutiei pentru a ajunge la hrană. Supunînd pisica aceleiași acțiuni de mai multe ori, a văzut că aceasta repetă comportamentele care au dus la succes și, în încercări succesive, scapă din ce în ce mai repede și mai ușor din cușcă. În urma acestui experiment, Thorndike a propus o "lege", conform căreia comportamentele urmate de o întărire pozitiva (recompensa) se vor repeta, iar cele urmate de o întărire negativă ori fără întărire nu vor fi învățate și se "pierd".
I.M. Secenov 
Ivan Petrovici Pavlov
În 1906 psihologul rus Ivan Petrovici Pavlov, care cîștigase cu doi ani în urmă premiul Nobel, formulează unul dintre principiile celei mai importante ale învățării. Acesta investigase procesele digestive la cîini, măsurînd cantitatea de saliva secretată în momentul în care acestora li se punea o bucată de hrană în gură. După măsurători repetate, Pavlov a descoperit că animalele salivau chiar la anticiparea primirii hranei. Mai mult, dacă primirea hranei ar fi fost asociată cu un clopoțel, atunci secreția salivei s-ar fi declanșat doar la simplul auz al acestui clopoțel. Acesta este o formă de baza a ceea ce în psihologie se numește condiționare clasică (sau pavloviană), în care organismul asociază un stimul cu un altul. Ca urmare a acestei asocieri, acesta va reacționa la al doilea stimul, cel asociat, într-un mod similar cu reacția față de primul stimul. Cercetările ulterioare au arătat că acest proces poate fi baza formarii unor preferințe sau a structurării unor temeri, chiar fobii. 

### Behaviorismul tradițional
Deși Thorndike și Pavlov sunt cei care au pus "în scenă" behaviorismul, abia în 1913 viziunea psihologiei behavioriste s-a clarificat. În acest an, John Broadus Watson a publicat lucrarea "Psychology as the Behaviorist Views It." Scopul acesteia nu era altceva decît o completă redefinire a psihologiei ca "ramură pur experimentală și obiectivă a științei naturale ". Scopul teoretic al acestei științe este predicția și controlul comportamentului. Noua strategie propusă presupunea variația stimulului din mediu, observarea reacției organismului la această schimbare. Argumentele decisive împotriva introspecționismului le-a formulat zoopsihologul John B. Watson, care a susținut că, dacă psihologia vrea să devină știință, trebuie să își schimbe obiectul cunoașterii, înlocuind conștiința cu comportamentul, singurul care poate fi perceput și supus măsurării. Apoi, susține Watson, psihologia trebuie să își schimbe metoda, înlăturând introspecția și folosind metode independente de subiectul cunoscător, obiective. În al treilea rând, susținea J.B. Watson, psihologia ar trebui să-și schimbe scopul, să nu se mulțumească doar cu descrieri și explicații asupra realității psihice, ci să formuleze legi ale comportamentului pentru a putea întemeia acțiunea omului în cadrul natural.

### Neobehaviorismul
Max Mayer: behaviorism fiziologic
A. P. Weiss: bvehaviorism biosocial 
C. Hull,
E. Guthrie
F. Ch. Tolman
Burrhus Frederic Skinner
B. F. Skinner ( wikipedia)  
Cel mai puternic lider al behaviorismului a fost Burrhus Frederic Skinner, un psiholog american care a început studiul învățării la animale în anii 1930. Skinner a împămîntenit termenul de "întărire" și a inventat un nou instrument de cercetare denumit "cutia lui Skinner" folosită pentru testarea animalelor. Avînd la bază experimente realizate pe cobai și porumbei, el a identificat alte principii de bază ale învățării. Skinner susținea că principiile învățării explică nu doar comportamentul animalelor de laborator, ci și pe cel al oamenilor care asimilează sau își modifcă comportamentul. O altă concluzie era că aproape toate comportamentele sunt modelate de patternuri complexe de întăriri venite din partea mediului, un proces ce poartă numele de condiționare operantă. Această perspectivă l-a făcut pe Skinner cel mai controversat, dar în același timp și cel mai influent și mai marcant psiholog al secolului XX, conform anchetelor publicate în American Psychologist.

### Behaviorism telelologic
Este cel mai recent curent behaviorist în psihologie.

## Influența behaviorismului în științele sociale
Cu toate că științele sociale nu au fost influențate niciodată de behaviorismul clasic, anumite aspecte izvorâte din sfera doctrinelor behavioriste au penetrat câmpul teoretic al acestora. Așa cum a fost dezvoltat de Watson și Skinner, bevaviorismul respingea teoretizarea, favorizând o psihologie experimentală, care avea în vedere reacții de tip stimul-răspuns. Metodologia behavioristă, în care se caută relații statistice între variabile dependente și independente, a dus la cercetări în psiho-sociologie, legate de formarea opiniilor indivizilor în grup. În acest sens, Emile Durkheim este cel mai influent sociolog pozitivist, exemplificând metoda în studiul său despre sinucidere. Studiul corelează rate locale ale sinuciderii cu variabile sociale mai largi (religie, status sociale etc).